# Barrage de Gavins Point
Le barrage de Gavins Point est un barrage en remblai de terre roulée et de craie de 3 km de long sur la rivière Missouri situé dans le Dakota du Sud aux États-Unis. Le barrage a créé le lac de Lewis et Clark. Il relie le comté de Cedar, dans le Nebraska, au comté de Yankton, dans le Dakota du Sud.

## Construction
Le barrage et la centrale hydroélectrique ont été construits de 1952 à 1957 par le United States Army Corps of Engineers dans le cadre du plan Pick-Sloan. Il est situé à environ 6 kilomètres en amont de Yankton, dans le Dakota du Sud. L’exploitation du barrage fonctionne en conjonction avec les autres barrages du programme Pick-Sloan pour aider à la conservation, au contrôle et à l’utilisation des ressources en eau dans le bassin de la rivière Missouri. Gavins Point est le barrage le plus en aval du programme.
Le barrage dispose d’une centrale hydroélectrique avec trois générateurs, chacun d’une capacité nominale de 44 099 kW, pour un total de 132 297 MW. La centrale hydroélectrique fournit suffisamment d’électricité pour alimenter 68 000 foyers.

### Source
- (en) Cet article est partiellement ou en totalité issu de l’article de Wikipédia en anglais intitulé « Gavins Point Dam » (voir la liste des auteurs).